# Arlington (Minnesota)
Arlington is een plaats (city) in de Amerikaanse staat Minnesota, en valt bestuurlijk gezien onder Sibley County.

## Demografie
Bij de volkstelling in 2000 werd het aantal inwoners vastgesteld op 2048.

## Geografie
Volgens het United States Census Bureau beslaat de plaats een oppervlakte van
3,8 km², geheel bestaande uit land. Arlington ligt op ongeveer 306 m boven zeeniveau.